# Anno von Gebhardt
Anno von Gebhardt (* 22. Dezember 1908 in Breslau; † 21. August 1978) war ein deutscher Kaufmann und Politiker (GB/BHE).

## Leben
Anno von Gebhardt war der Sohn des Königlich Preußischen Regierungs-Assessors Wilhelm Gregor Ferdinand Eduard von Gebhardt (1876–1909) und der Louise Margarete, genannt Elsa (1877–1955) gebürtige Erdmann auf Java. Sein Großvater war der bekannte Historienmaler Eduard von Gebhardt. Nach dem Abitur 1927 am Realgymnasium in Darmstadt absolvierte Gebhardt ein Studium, das er mit der Prüfung zum Diplom-Kaufmann beendete. Er arbeitete zunächst als Diplom-Wirtschaftler an der Technischen Hochschule München, promovierte dort zum Dr. rer. techn. und war anschließend als Betriebsorganisator und Treuhänder in Berlin tätig. Während des Zweiten Weltkriegs wurde er als Referent für Wehrwirtschaft beim Oberkommando der Wehrmacht eingesetzt. Er beantragte am 2. August 1937 die Aufnahme in die NSDAP und wurde rückwirkend zum 1. Mai desselben Jahres aufgenommen (Mitgliedsnummer 4.357.509).
Gebhardt trat dem GB/BHE bei. Von 1950 bis 1954 war er Fraktionssekretär der hessischen GB/BHE-Landtagsfraktion.
Er war 1952/53 Ratsmitglied der Stadt Wiesbaden. Von 1953 bis 1957 war er Mitglied und Vizepräsident der Verbandsversammlung des Landeswohlfahrtsverbands Hessen (LWV). Dem hessischen Landtag gehörte er vom 12. September 1954, als er für den ausgeschiedenen Abgeordneten Fritz Czermak nachrückte, bis 1954 an.